# あしたが変わるトリセツショー
『あしたが変わるトリセツショー』（あしたがかわるトリセツショー）は、NHK総合テレビジョンにて2022年4月7日から放送中の生活情報・科学番組。

## 概要
1995年度から2021年度まで27年間にわたって放送されてきた『ためしてガッテン』→『ガッテン!』の役割を引き継ぎ、NHKにおける新たな生活科学番組として放送開始。
本番組では、さまざまな分野から毎回一つのテーマを選んで、「華やかでスタイリッシュなエンターテイナー」が、「○○のトリセツ（取扱説明書）」として「豪華絢爛なプレゼン」を行うもので、番組が実施する大実験や大調査によって見つけた「真のお役立ち情報」を伝えていく。
レギュラー化前の2021年度に、同局のゴールデン・プライム帯において「“新しいNHKらしさ”を追求する番組開発ゾーン」として同時間帯にさまざまな特別番組を試験的に放送する機会が設けられ、その一環で同年に本番組のパイロット版にあたる『万物トリセツショー』（ばんぶつトリセツショー）を2度放送した。
司会については、パイロット版では満島真之介が務めていたが、レギュラー版では石原さとみが担当。なお、石原は2022年春に第1子の出産を控えており（のちに同年4月23日に第1子出産が発表される）、同年4月28日放送分をもって活動を休止するため一時降板。5月12日放送分から復帰前の7月28日にかけては市村正親が代役を務めた。引き続き市村も「助っ人エンターテイナー」として公式ウェブサイトに掲載され、2023年9月7日 - 21日や2024年11月14日放送分などで代役を務めている。
放送された内容の「トリセツ」（取扱説明書）は放送後にPDFファイルとして保存・取り込むことができるようになっており、スマートフォンでの読み取り用QRコードが放送中に随時表示されている。
2023年4月から不定期（月1回程度）で木曜日の19時30分 - 20時42分にこれまでBSプレミアムで放送されていた『魔改造の夜』を放送波を移した上で放映することが同年2月にNHKから発表された。これに伴い、同番組が放送される週は前座番組の『サラメシ』と共に本番組は休止となる。
2024年度からは、「サラメシ」（近畿のみ「えぇトコ」）と順序を入れ替えて、19:30 - 20:15に初回放送、再放送は夕方枠が生放送になったため、ミッドナイトチャンネル枠水曜日の番組として23:50 -（木曜）0:35に放送される。

## 放送時間
本放送
- 木曜日 19:57 - 20:42（2022・2023年度）
- 木曜日 19:30 - 20:15（2024年度）

再放送
- 木曜日 15:10 - 15:55（2022年度）
- 木曜日 16:15 - 17:00（2023年度）
- 水曜日 23:50 - 24:35（2024年度。ミッドナイトチャンネル枠）

## 出演者

### エンターテイナー（MC）
- エンターテイナー：石原さとみ（第1 - 4回・第14 - 43回、47回 - ）
- 助っ人エンターテイナー：市村正親（第5 - 13回・第16回、SP1、第44 - 46回）、柴田英嗣（2024年12月12日初回放送分）

### キャラクター
- トリンキー（声）：濱田マリ[13]
- コトリンキー（声）：峯田茉優[14]（2023年度まで。2024年度からは峯田はキャラクターなしの「案内役」の声）

### ナレーション
- 山路和弘（レギュラー版）

#### パイロット版
- ショーマン（MC）：満島真之介
- 万物鳥のトリンキー（声）：野沢雅子
- ショー・メンバー（第1弾）：なかやまきんに君[15]

## 放送内容
| 回             | 放送日         | テーマ                          | 番組案内上のタイトル                                                        | ゲスト                                                         |
| パイロット版   | パイロット版   | パイロット版                    | パイロット版                                                                | パイロット版                                                   |
| -------------- | -------------- | ------------------------------- | --------------------------------------------------------------------------- | -------------------------------------------------------------- |
| P-1            | 2021年 8月16日 | イカ                            | イカ                                                                        | 高橋メアリージュン、ミキ、長野じゅりあ                         |
| P-2            | 10月11日       | 食欲                            | 食欲                                                                        | 柴田理恵、島崎和歌子、藤本敏史（FUJIWARA）、とにかく明るい安村 |
| レギュラー放送 |                |                                 |                                                                             |                                                                |
| 1              | 2022年 4月7日  | トマト                          | 驚き時短&健康効果4倍!? トマトがもっと美味になるお得ワザ                     | 榊原郁恵、南海キャンディーズ、丸山桂里奈                       |
| 2              | 4月14日        | 血管                            | アンチエイジングの新常識!病を遠ざける30秒血管ケア                           | 平野ノラ、バービー、ドランクドラゴン                           |
| 3              | 4月21日        | アブラ                          | わずか1杯で驚きの美味・健康効果!マジカル★アブラパワー                       | キャイ〜ン、柴田理恵、北斗晶                                   |
| 4              | 4月28日        | ギョーザ                        | 手作りギョーザ衝撃の真実!これだけで専門店の味に                             | LiLiCo、大久保佳代子、FUJIWARA                                 |
| 5              | 5月12日        | 集中力                          | 掃除・勉強・仕事に今すぐ実践!脳をだます集中力UPワザ                         | 土田晃之、武井壮、阿佐ヶ谷姉妹                                 |
| 6              | 5月19日        | 骨                              | 30代から始める!1日たった90秒“骨の若返り術”                                  | ミキ、島崎和歌子、YOU                                          |
| 7              | 6月2日         | 尻                              | 美尻&健康!カリスマ直伝★一挙両得ワザ                                         | 秋山竜次（ロバート）、友近                                     |
| 8              | 6月9日         | ブロッコリー                    | ブロッコリー感謝祭! 未体験の食感&香りを引き出す新ワザ連発                   | 朝日奈央、高橋茂雄（サバンナ）                                 |
| 9              | 6月23日        | カビ                            | カビ一掃! あなたの家の“かくれカビ”を根こそぎ撃退する新対策                  | 大島美幸、黒沢かずこ（森三中）                                 |
| 10             | 7月7日         | 呼吸                            | 呼吸を変えて健康に!不安・血圧・肩こり・不眠解消SP                           | 亜生（ミキ）、フワちゃん                                       |
| 11             | 7月14日        | 鉄                              | “鉄分”の取説〜疲労・頭痛・不眠を改善!?                                      | アンミカ、野田クリスタル（マヂカルラブリー）                   |
| 12             | 7月28日        | 冷凍                            | 冷凍庫新活用術☆うまみ&香り爆増の冷凍法                                      | 陣内智則、河北麻友子                                           |
| 13             | 8月19日        | PR 石原さとみ復帰!&トウモロコシ | PR 石原さとみ復帰!&トウモロコシ                                             | PR 石原さとみ復帰!&トウモロコシ                                |
| 14             | 8月25日        | トウモロコシ                    | 激うま!トウモロコシ120%活用ワザ                                             | 滝沢カレン、横澤夏子                                           |
| 15             | 9月1日         | 脈拍                            | 脈拍の取説〜速いと太る!?未来がわかる注目の“健康指標”                        | 天野ひろゆき（キャイ〜ン）、丸山桂里奈                         |
| 16             | 9月8日         | 洗顔                            | “正しい洗顔”3つの鉄則!肌荒れ・乾燥撃退SP                                    | 池田美優、こがけん（おいでやすこが）                           |
| 17             | 9月15日        | イワシ                          | 激安!激うま!イワシ革命★秘密は香りにあり                                     | 藤本敏史（FUJIWARA）、くわばたりえ（クワバタオハラ）           |
| 18             | 9月29日        | ダイエット                      | ダイエット〜“やせホルモン”パワー全開!シン食べる順番                         | 浜口京子、チャンカワイ（Wエンジン）                            |
| SP1            | 10月13日       | お茶                            | あしたが変わる“生”トリセツショーSP いつものお茶が極うま!激映え!大変身72分SP | 山里亮太（南海キャンディーズ）、フワちゃん                     |
| 19             | 10月20日       | 性ホルモン                      | 我慢しないで!生理の悩み 性ホルモンのコントロール術                          | 平子祐希（アルコ&ピース）、菊地亜美                            |
| 20             | 10月27日       | 大根                            | 大根にまさかの切り方!うまみ&甘みMAXワザ                                     | 南海キャンディーズ                                             |
| 21             | 11月17日       | 足のにおい                      | もう臭わない!簡単&効果抜群★足の臭い解消ワザ                                 | 大久保佳代子、柴田英嗣（アンタッチャブル）                     |
| 22             | 12月1日        | 冷え症                          | 最新版! 冷え症の取説 目からウロコの対策連発                                 | 高橋茂雄（サバンナ）、滝沢カレン                               |
| 23             | 12月8日        | 太らない                        | 太らないトリセツ!意外な栄養素で脂肪増!?                                     |                                                                |
| 24             | 2023年 1月12日 | めまい                          | もう“めまい”に悩まない!★解明!耳の迷宮SP                                     | IKKO、小沢一敬（スピードワゴン）                               |
| 25             | 1月19日        | かゆみ                          | 正しい保湿術!冬の乾燥に負けないかゆみ撃退法                                 | 土田晃之、ゆうちゃみ                                           |
| 26             | 1月26日        | アボカド                        | アボカドを最高においしくいただく取説                                        | 松嶋尚美、亜生                                                 |
| 27             | 2月2日         | 爪                              | 正しい爪のケア!肌荒れ&ストレス&運動改善                                     | LiLiCo、濱口優（よゐこ）                                       |
| 28             | 2月16日        | 頭痛                            | 頭痛はもう我慢しないで!改善の決め手大公開                                   | チャンカワイ（Wエンジン）、池田美優                            |
| 29             | 3月2日         | 髪                              | 美髪を手に入れる!髪の悩み一挙解決の洗髪法                                   | 塚地武雅（ドランクドラゴン）、森泉                             |
| 30             | 3月9日         | 涙                              | 1日10秒でドライアイが改善!?涙のトリセツ                                     | 土屋伸之（ナイツ）、鈴木奈々                                   |
| 31             | 4月6日         | 缶詰                            | 缶詰の達人大集結!超時短でプロの味                                           | 岡田圭右（ますだおかだ）、アンミカ                             |
| 32             | 4月13日        | 腹痛                            | おなか強化!急な腹痛に打ち勝つ取説                                           | 藤森慎吾（オリエンタルラジオ）、バービー                       |
| 33             | 4月20日        | とうがらし                      | 簡単!激うま!健康!とうがらし衝撃の真実SP                                     | 島崎和歌子、藤本敏史（FUJIWARA）                               |
| 34             | 5月11日        | アスパラガス                    | アスパラが10秒技でプロの味!焼き&ゆで新世界                                  | 生駒里奈、向井慧（パンサー）                                   |
| 35             | 5月18日        | 日焼け止め                      | お肌を鉄壁防御!日焼け止めの正しい塗り方SP                                   | いとうあさこ、西洸人（INI）                                    |
| 36             | 6月1日         | タオル                          | あなたのタオルが大復活★ふわふわ&くすみ解消技                                | LiLiCo、藤森慎吾（オリエンタルラジオ）                         |
| 37             | 6月8日         | 汗                              | 汗のお悩み改善!臭いベタつき熱中症予防まで                                   | 陣内智則、横澤夏子                                             |
| 38             | 6月15日        | 肉                              | 「肉」時短手軽プロの味!ステーキからひき肉まで                               | 森泉、野田クリスタル（マヂカルラブリー）                       |
| 39             | 6月22日        | リンパ                          | リンパを大解明!簡単ワザで顔&足のむくみ解消                                  | ヒコロヒー、昴生（ミキ）                                       |
| 40             | 7月13日        | 腎臓                            | 夏こそ腎臓ケア!腎機能低下の意外な原因SP                                     | チャンカワイ（Wエンジン）、足立梨花                            |
| 41             | 7月20日        | 腰痛                            | 世界が注目の腰痛改善メソッド大公開SP                                        | 秋山竜次（ロバート）、黒沢かずこ（森三中）                     |
| 42             | 8月3日         | 食物アレルギー                  | 謎多き大人の食物アレルギー解明&改善SP                                       | おかずクラブ                                                   |
| 43             | 8月24日        | たまご                          | 卵をぷるふわ新食感に!卵焼きからスイーツまで                                 | 天野ひろゆき（キャイ〜ン）、アンミカ                           |
| 44             | 9月7日         | たんぱく質                      | 健康的な筋肉ボディーに!たんぱく質のトリセツ                                 | ゆうちゃみ、平子祐希（アルコ&ピース）                          |
| 45             | 9月14日        | オトナ歯みがき                  | オトナ歯みがき術★歯周病&虫歯シャットアウト                                  | 大久保佳代子、児嶋一哉（アンジャッシュ）                       |
| 46             | 9月21日        | エリンギ                        | エリンギ新世界★うまみ噴出の衝撃技&4種の食感技                               | いとうあさこ、木村柾哉（INI）                                  |
| 47             | 10月5日        | 唇                              | 超シンプル唇ケア!乾燥防止&つやプル実現ワザ                                  | 松嶋尚美、花村想太（Da-iCE）                                   |
| 48             | 10月12日       | ごぼう                          | 発見!ごぼうの新世界★ごぼう飯&ゴボネーゼの衝撃                               | 藤森慎吾（オリエンタルラジオ）、村上知子（森三中）             |
| 49             | 11月2日        | 睡眠                            | 寝つきUP&熟睡★睡眠不調の隠れ原因解明SP                                      | チャンカワイ（Wエンジン）、高橋みなみ                          |
| 50             | 11月9日        | 血圧                            | 世界が注目する新・血圧リスク&高血圧改善ワザSP                               | 高橋茂雄（サバンナ）、池田美優                                 |
| 51             | 11月23日       | 腸内細菌                        | 育菌カードで育め!腸内細菌★健康＆老化防止SP                                  | 島崎和歌子、有野晋哉（よゐこ）                                 |
| 52             | 12月7日        | キャベツ                        | 甘い!ウマイ!止まらない!キャベツ無限活用技                                   | 井森美幸、小沢一敬（スピードワゴン）、ネルソンズ               |
| 53             | 12月14日       | 掃除                            | やってはいけない!掃除のトリセツ                                             | 宮川大輔、大島美幸（森三中）                                   |
| 54             | 2024年 1月4日  | ビタミンD                       | ビタミンＤ取説!世界が注目骨丈夫&インフル予防                                | 土田晃之、松村沙友理                                           |
| 55             | 1月11日        | メープルシロップ                | メープルシロップの取説!?食卓激変の驚異の力                                  | アンミカ、フワちゃん                                           |
| 56             | 2月1日         | りんご                          | 「りんご」の“裏”トリセツ～未体験ワザ連発SP                                  | 古坂大魔王、後藤真希                                           |
| 57             | 2月8日         | 足                              | 転倒予防&歩行軽やか“足指の力”があなたを救う                                 | 野田クリスタル（マヂカルラブリー）、渡辺江里子                 |
| 58             | 2月15日        | “衰えない”筋肉                  | 1日1分から!筋トレ不要の簡単アンチエイジング術                               | 岡田圭右、松嶋尚美                                             |
| 59             | 2月22日        | 便秘                            | スッキリ!便秘のトリセツ                                                     | 平子祐希（アルコ&ピース）、井上咲楽                            |
| 60             | 3月7日         | 動物園                          | きっと行きたくなる!動物園が楽しくなる幸せ超鉄則                             | 狩野英孝、池田美優                                             |
| 61             | 4月4日         | 揚げ物                          | 簡単ワザで揚げ物大革命SP天ぷら★鶏唐★ポテト                                  | 山里亮太（南海キャンディーズ）、山崎静代（南海キャンディーズ） |
| 62             | 4月11日        | 肝臓                            | 沈黙の臓器の悲鳴を聞く方法 一生ものの肝臓ケア                               | 大島美幸（森三中）、昴生（ミキ）                               |
| 63             | 4月18日        | チョコレート                    | 「チョコレート」のトリセツ                                                  | アインシュタイン、横澤夏子                                     |
| 64             | 4月25日        | メガネ                          | 楽ちん!「メガネ」のトリセツ                                                 | 小木博明（おぎやはぎ）、近藤千尋                               |
| 65             | 5月9日         | 血糖値                          | 血糖値が高いあなたへ 数値を下げる細胞を守る秘策                             | いとうあさこ、チャンカワイ（Wエンジン）                        |
| 66             | 5月16日        | ツボ                            | ツボパワー解明!肩こり・腰痛・疲労&美容SP                                    | サンシャイン池崎、加納愛子                                     |
| 67             | 5月23日        | コレステロール                  | コレステロール大解明!超悪玉かんたん発見&対策                                | 塚地武雅（ドランクドラゴン）、木村美穂（阿佐ヶ谷姉妹）         |
| 68             | 6月6日         | 枕                              | 「枕」のトリセツ!痛み・不眠改善SP                                           | 陣内智則、朝日奈央                                             |
| 69             | 6月13日        | 腸内細菌                        | 改訂版・腸内細菌★新育菌カードで健康＆老化防止                               | 島崎和歌子、有野晋哉                                           |
| 70             | 6月20日        | にんにく                        | にんにく新機能発見！うまみ爆増＆香り堪能ＳＰ                                | 中西茂樹（なすなかにし）、薄幸（納言）                         |
| 71             | 7月4日         | キムチ                          | うまみ爆上げ！キムチの真実★見れば得する裏技連発ＳＰ                         | 有野晋哉、ヒコロヒー                                           |
| 72             | 7月11日        | めい想                          | さらば！イライラ不安「新・めい想」のトリセツ                                | モグライダー、近藤くみこ                                       |
| 73             | 7月18日        | 耳                              | 難聴かも？聴力低下を放置しない全力対策                                      | 大島美幸、おいでやす小田                                       |
| 74             | 9月5日         | お酢                            | お酢の新世界！美味健康ワザ連発ＳＰ                                          | YOU、田中直樹                                                  |
| 75             | 9月19日        | あごの筋肉                      | 「あご」の筋肉最新ケア！その不調を吹き飛ばせ                                | 河井ゆずる、池田美優                                           |
| 76             | 9月26日        | 胃                              | 胃のお悩み改善！胃もたれ・胃痛・胸やけ・胃がんＳＰ                          | 土田晃之、渡辺江里子                                           |
| 77             | 10月3日        | スキンケア                      | さらば！肌トラブル「スキンケア」スゴ技ＳＰ                                  |                                                                |
| 78             | 10月10日       | 高血圧                          | 高血圧対策の新常識★楽しい！？驚きのお得ワザＳＰ                             | LiLiCo、村上                                                   |
| 79             | 10月17日       | がん対策                        | 「がん対策」命を守る切り札ＳＰ                                              | 森田哲矢、村重杏奈                                             |
| 80             | 10月24日       | ツボ                            | 代謝が下がったとお悩みのあなたに！中年太り解消ＳＰ                          | 橋本直（銀シャリ）、野呂佳代                                   |
| 81             | 11月14日       | 声と喉のアンチエイジング        | 声＆喉のアンチエイジング術★１日４分で人生革命ＳＰ                           | 松村邦洋、川村エミコ                                           |
| 82             | 12月5日        | 肝臓                            | 改訂版・肝臓★肝ケア&脂肪肝に効く運動大幅追加!                               | 大島美幸（森三中）、昴生（ミキ）                               |
| 83             | 12月12日       | お酒とのつきあい方              | 「お酒とのつきあい方」のトリセツ                                            | 銀シャリ、中川翔子                                             |
| 84             | 12月19日       | じゃがいも                      | じゃがいも新世界!健康効果&うまみ爆上がり術                                  | 村上知子（森三中）、アインシュタイン                           |